# Ashford Town FC
Ashford Town (Middlesex) FC (celým názvem: Ashford Town (Middlesex) Football Club) je anglický fotbalový klub, který sídlí ve městě Ashford v nemetropolitním hrabství Surrey. Od sezóny 2018/19 hraje v Isthmian League South Central Division (8. nejvyšší soutěž). Klubové barvy jsou oranžová, bílá a černá.
Založen byl v roce 1958 pod názvem Ashford Albion. V roce 1990 byl název oficiálně pozměněn na Ashford Town (Middlesex), aby nedocházelo k záměně s kentským klubem, který měl do roku 2011 stejný název – od té doby působí pod názvem Ashford United FC.
Své domácí zápasy odehrává Robert Parker Stadium s kapacitou 2 550 diváků.

## Historické názvy
Zdroj: 
- 1958 – Ashford Albion FC (Ashford Albion Football Club)
- 1964 – Ashford Town FC (Ashford Town Football Club)
- 1990 – Ashford Town (Middlesex) FC (Ashford Town (Middlesex) Football Club)

## Získané trofeje
- Surrey Senior Cup ( 1× )
  - 2008/09
- Aldershot Senior Cup ( 2× )
  - 2002/03, 2011/12

## Úspěchy v domácích pohárech
Zdroj: 
- FA Cup
  - 4. předkolo: 2004/05, 2008/09
- FA Trophy
  - 2. kolo: 2003/04, 2010/11
- FA Vase
  - 4. kolo: 2000/01

## Umístění v jednotlivých sezonách
Stručný přehled
Zdroj: 
- 1990–2000: Combined Counties League
- 2000–2001: Isthmian League (Third Division)
- 2001–2002: Isthmian League (Second Division)
- 2002–2004: Isthmian League (Division One South)
- 2004–2006: Southern Football League (Western Division)
- 2006–2010: Isthmian League (Premier Division)
- 2010–2014: Southern Football League (Division One Central)
- 2014–2016: Combined Counties League (Premier Division)
- 2016–2017: Southern Football League (Division One Central)
- 2017–2018: Southern Football League (Division One East)
- 2018– : Isthmian League (South Central Division)

Jednotlivé ročníky
Zdroj: 
Legenda: Z - zápasy, V - výhry, R - remízy, P - porážky, VG - vstřelené góly, OG - obdržené góly, +/- - rozdíl skóre, B - body, červené podbarvení - sestup, zelené podbarvení - postup, fialové podbarvení - reorganizace, změna skupiny či soutěže
| Sezóny  | Liga                                            | Úroveň | Z  | V  | R  | P  | VG  | OG  | +/- | B  | Pozice |
| ------- | ----------------------------------------------- | ------ | -- | -- | -- | -- | --- | --- | --- | -- | ------ |
| 2009/10 | Isthmian League (Premier Division)              | 7      | 42 | 11 | 11 | 20 | 62  | 80  | -18 | 44 | 20.    |
| 2010/11 | Southern Football League (Division One Central) | 8      | 42 | 13 | 8  | 21 | 69  | 85  | -16 | 47 | 16.    |
| 2011/12 | Southern Football League (Division One Central) | 8      | 42 | 16 | 11 | 15 | 62  | 61  | +1  | 59 | 9.     |
| 2012/13 | Southern Football League (Division One Central) | 8      | 42 | 17 | 10 | 15 | 85  | 79  | +6  | 61 | 10.    |
| 2013/14 | Southern Football League (Division One Central) | 8      | 42 | 5  | 6  | 31 | 31  | 107 | -76 | 21 | 22.    |
| 2014/15 | Combined Counties League (Premier Division)     | 9      | 40 | 25 | 5  | 10 | 94  | 54  | +40 | 80 | 3.     |
| 2015/16 | Combined Counties League (Premier Division)     | 9      | 42 | 31 | 3  | 8  | 112 | 51  | +61 | 96 | 2.     |
| 2016/17 | Southern Football League (Division One Central) | 8      | 42 | 17 | 8  | 17 | 73  | 71  | +2  | 59 | 10.    |
| 2017/18 | Southern Football League (Division One East)    | 8      | 42 | 16 | 8  | 18 | 81  | 68  | +13 | 56 | 12.    |
| 2018/19 | Isthmian League (South Central Division)        | 8      | 38 |    |    |    |     |     |     |    |        |